# Guldsömcichlid
Guldsömcichlid (Aequidens rivulatus) är en fiskart som först beskrevs av Albert Günther, 1860. Den ingår i släktet Aequidens och familjen ciklider (Cichlidae). Inga underarter finns listade i Catalogue of Life.
Enligt FishBase och Eschmeyer's Catalog of Fishes (California Academy of Sciences) tillhör arten släktet Andinoacara.
Utbredningsområdet ligger vid Andernas västra sluttningar och i det angränsande låglandet från floden Río Esmeraldas i Ecuador till Río Tumbes i norra Peru. Individerna lever i mindre vattendrag och i större floder. Honor lägger cirka 600 ägg på hård grund. Hanen bevakar sedan reviret och honan vårdar äggen samt efter kläckningen larverna. Fullvuxna hannar av guldsömcichliden blir cirka 20 cm långa; honorna ofta något mindre.